# ムハンマド・オスマン
ムハンマド・オスマン（Mahmood usman , 1986年5月1日 - ）は、パキスタン出身の野球選手（投手）。
ムハンマド・ウスマンと表記されることもある。

## 経歴・人物
平均130キロ前後、最速130キロ台中盤の速球とカーブを武器とするパキスタン代表のエース格。
北京五輪アジア一次予選ではタイ戦に登板した。
2014年アジア競技大会では日本戦に先発し2回1失点。